# Maria Ressa
Maria A. Ressa (Manilla, 2 oktober 1963) is een Filipijns journalist en CEO van Rappler. In 2021 kreeg zij de Nobelprijs voor de Vrede.

## Biografie
Maria Ressa werd geboren oktober 1963 in de Filipijnen en groeide met haar broer en drie zussen op in Quezon City. In 1973 emigreerde ze vanwege de door Ferdinand Marcos uitgeroepen staat van beleg met haar familie naar de Verenigde Staten. Daar studeerde ze na het voltooien van de middelbare school aan Princeton. Na haar afstuderen keerde ze in 1986 met een Fullbrightbeurs terug in de Filipijnen, waar ze studeerde aan de University of the Philippines Diliman.
In 1987 richtte ze samen met Cheche Lazaro, Luchi Cruz-Valdez, Tony Velasquez en Angie Ramos Probe Productions, Inc. Ze maakten daarmee hun eigen nieuwsprogramma "Probe", dat een onderzoeksjournalistiek format had. Het programma werd in eerste instantie maandelijks uitgezonden op de nieuwe televisiezender GMA. Na drie uitzendingen kregen ze in mei 1988 een wekelijks uitzendtijdstip toegewezen. Probe werd tot 2003 uitgezonden op GMA Network. Daarnaast werkte Ressa voor CNN. Van 1987 tot 1995 was ze Bureau Chief van CNN in Manilla, later vervulde ze dezelfde functie in Jakarta van 1995 tot 2005. Ze reisde als verslaggever de hele wereld rond en groeide uit tot een van de belangrijkste onderzoeksjournalisten van CNN in Azië. Ressa specialiseerde zich daarbij in de verslaggeving van terroristische netwerken. In 2003 publiceerde ze het boek: Seeds of Terror: An Eyewitness Account of Al-Qaeda’s Newest Center of Operations in Southeast Asia.
In 2005 werd Ressa benoemd tot hoofd van de afdeling Nieuws en actualiteiten van ABS-CBN. Zes jaar lang gaf ze leiding aan meer dan 1000 journalisten tot ze in januari 2011 afscheid nam en werd opgevolgd door Ging Reyes. Na haar afscheid bij ABS-CBN was ze Author-in-Residence en Senior Fellow aan het International Center for Political Violence & Terrorism Research van de S. Rajaratnam School of International Studies (RSIS) in Singapore. Daar werkte ze aan het boek Bin Laden to Facebook: 10 Days of Abduction, 10 Years of Terrorism, dat in 2013 werd gepubliceerd.
In 2012 was Ressa een van de oprichters van Rappler, een nieuwsnetwerk in de Filipijnen. Tevens is ze sindsdien CEO van dit nieuwsplatform, waarvan de website in 2013 volgens statistieken van Alexa de op twee na grootste nieuwswebsite van de Filipijnen was. In 2018 ontving Ressa voor haar inzet voor de persvrijheid in de Filipijnen de Gouden Pen van de Vrijheid. In 2020 werd zij door de Roosevelt Foundation genomineerd voor de Four Freedoms Award, Freedom of Speech and Expression, maar de uitreiking van deze prijs werd vanwege de coronapandemie uitgesteld tot voorjaar 2021.
In 2020 werd Ressa veroordeeld voor cybermisbruik onder de controversiële Cybercrime Prevention Act of 2012, een aantijging die werd veroordeeld door mensenrechtengroepen en journalisten als een aanval op de persvrijheid.
In 2021 ontving zij op World Press Freedom Day de Guillermo Cano World Press Freedom Prize. Ze won in datzelfde jaar ook de Nobelprijs voor de Vrede, samen met de Russische journalist Dmitri Moeratov.
- Bibsys: 1669191003076
- Catàleg d'autoritats de noms i títols de Catalunya: 981060944813206706
- CiNii: DA14489430
- Gemeinsame Normdatei: 173761445
- International Standard Name Identifier: 0000 0000 5477 9815
- Library of Congress Control Number: nr98033639
- Bibliotheek van het Japanse parlement: 032823349
- Nationale Bibliotheek van Tsjechië: xx0311488
- Nationale Bibliotheek van Israël: 987007266921905171
- Nederlandse Thesaurus van Auteursnamen: 263663205
- Istituto Centrale per il Catalogo Unico: PARV584966
- Système universitaire de documentation: 123908434
- Virtual International Authority File: 7305889
- WorldCat: E39PBJhX4TC36pxcMJ8VbptdwC

1901: Dunant, Passy ·
1902: Ducommun, Gobat ·
1903: Cremer ·
1904: Institut de Droit International ·
1905: Von Suttner ·
1906: Roosevelt ·
1907: Moneta, Renault ·
1908: Arnoldson, Bajer ·
1909: Beernaert, Balluet d'Estournelles de Constant ·
1910: IPB ·
1911: Asser, Fried ·
1912: Root ·
1913: La Fontaine ·
1917: ICRC ·
1919: Wilson ·
1920: Bourgeois ·
1921: Branting, Lange ·
1922: Nansen ·
1925: Chamberlain, Dawes ·
1926: Briand, Stresemann ·
1927: Buisson, Quidde ·
1929: Kellogg ·
1930: Söderblom ·
1931: Addams, Butler ·
1933: Angell ·
1934: Henderson ·
1935: Von Ossietzky ·
1936: Lamas ·
1937: Cecil ·
1938: Office international Nansen pour les réfugiés ·
1944: ICRC ·
1945: Hull ·
1946: Balch, Mott ·
1947: Friends Service Council, American Friends Service Committee ·
1949: Orr ·
1950: Bunche ·
1951: Jouhaux ·
1952: Schweitzer ·
1953: Marshall ·
1954: Hoog Commissariaat voor de Vluchtelingen (UNHCR) ·
1957: Pearson ·
1958: Pire ·
1959: Noel-Baker ·
1960: Luthuli ·
1961: Hammarskjöld ·
1962: Pauling ·
1963: ICRC, IFRC ·
1964: King ·
1965: UNICEF ·
1968: Cassin ·
1969: Internationale Arbeidsorganisatie ·
1970: Borlaug ·
1971: Brandt ·
1973: Kissinger, Lê Đức Thọ ·
1974: MacBride, Satō ·
1975: Sacharov ·
1976: Williams, Corrigan ·
1977: Amnesty International ·
1978: Sadat, Begin ·
1979: Moeder Teresa ·
1980: Esquivel ·
1981: Hoog Commissariaat voor de Vluchtelingen (UNHCR) ·
1982: Myrdal, Robles ·
1983: Wałęsa ·
1984: Tutu ·
1985: IPPNW ·
1986: Wiesel ·
1987: Arias ·
1988: VN-vredesmacht ·
1989: Gyatso ·
1990: Gorbatsjov ·
1991: Suu Kyi ·
1992: Menchú ·
1993: Mandela, De Klerk ·
1994: Arafat, Peres, Rabin ·
1995: Rotblat, Pugwash Conferences on Science and World Affairs ·
1996: Ximenes Belo, Ramos-Horta ·
1997: ICBL, Williams ·
1998: Hume, Trimble ·
1999: AzG ·
2000: Dae-jung ·
2001: VN, Annan ·
2002: Carter ·
2003: Ebadi ·
2004: Maathai ·
2005: IAEA, El-Baradei ·
2006: Grameen Bank, Yunus ·
2007: Gore, IPCC ·
2008: Ahtisaari ·
2009: Obama ·
2010: Liu ·
2011: Johnson Sirleaf, Gbowee, Karman ·
2012: Europese Unie ·
2013: OPCW ·
2014: Satyarthi, Yousafzai ·
2015: Kwartet voor Nationale Dialoog in Tunesië ·
2016: Santos ·
2017: ICAN ·
2018: Mukwege, Murad Basee ·
2019: Ahmed ·
2020: Wereldvoedselprogramma ·
2021: Ressa, Moeratov ·
2022: Bjaljazki, Memorial, Centrum voor Burgerlijke Vrijheden ·
2023: Mohammadi ·
2024: Nihon Hidankyo